# Egg (película de 2018)
Egg es una película cómica estadounidense de 2018 dirigida por Marianna Palka y escrita por Risa Mickenberg. Fue protagonizada por Christina Hendricks, Alysia Reiner, David Alan Basche, Anna Camp y Gbenga Akinnagbe.

## Sinopsis
La película se centra en la historia de la artista conceptual Tina (Reiner) y su rivalidad con Karen (Hendricks). Por cosas del destino los caminos de ambas se separaron pero años después volvieron a encontrarse, solamente para enterarse de que Karen tiene ocho meses de embarazo y Tina y su esposo planean tener un bebé mediante el método de alquiler de vientres.

## Reparto
- Christina Hendricks es Karen.
- Alysia Reiner es Tina.
- David Alan Basche es Don.
- Anna Camp es Kiki.
- Gbenga Akinnagbe es Wayne.

## Lanzamiento
Egg se estrenó en el Festival de Cine de Tribecca el 21 de abril de 2018. Fue lanzada a nivel internacional el 18 de enero de 2019 por Gravitas Ventures.